# Giuseppe Morandi
Giuseppe Morandi, italijanski dirkač, * 10. februar 1894, Castiglione delle Stiviere, Italija, † 31. oktober 1977, Brescia, Italija.
Giuseppe Morandi se je rodil 10. februara 1894 v italijanskem mestu Castiglione delle Stiviere. Na prvi pomembnejši dirki je nastopil na dirki za Veliko nagrado Vetturetta v sezoni 1921 v moštvu Officine Meccaniche, ko je z dirkalnikom OM 465 zasedel šesto mesto. Na svoji tretji dirki za Veliko nagrado Mugella v sezoni 1924 je z dirkalnikom OM 665 dosegel svojo prvo pomembnejšo zmago v karieri. V sezoni 1927 je dosegel svojo najslavnejšo zmago kariere na znameniti dirki Mille Miglia. Sezona 1929 je bila zanj najuspešnejša v karieri saj je zmagal na štirih dirkah Velika nagrada Avellina, Coppa di Messina, Coppa della Sila in Velika nagrada Tre Province, vse z dirkalnikom OM 665 v tovarniškem moštvu Officine Meccaniche. Svojo zadnjo zmago je dosegel na dirki Giro di Sicilia v naslednji sezoni 1930, za tem je nastopil še na treh dirkah, po dirki Coppa Acerbo v sezoni 1932, na kateri je z dirkalnikom Bugatti T35B odstopil, se je upokojil kot dirkač. Umrl je leta 1977 v Brescii.